# 海の勇者ライフセイバーズ
『海の勇者ライフセイバーズ』（うみのゆうしゃライフセイバーズ）は、畑健二郎による日本の漫画作品。『週刊少年サンデー超』（小学館）において、2003年7月号から同年11月号まで連載された。全5話。

## 概要
作者・畑の初の連載作品。2002年のある時、畑は当時の担当編集者である坪内崇から、変わったスポーツを題材とした短期連載の企画としてスポーツとしてのライフセービングを題材とした漫画を提案された。この時、畑は坪内にライフセービングの知識がないと答えているが、これに対し坪内は、畑の師がアイスホッケーを知らないのにアイスホッケーの漫画を描いたことを引き合いに出しており、これが執筆の後押しとなっている。但し、実際の作品は本来のライフセービングの要素が強い。
当時、畑としては漫画への過剰な情熱と、それに反しての漫画の技量不足から、生涯最後の商業誌掲載作品になるだろう、との思いがあり、一部の読者でも受けてもらえればよい、との考えから「次の展開すら想像させない漫画」のコンセプトで描いている。この結果、畑は作中最終話の最後のコマで登場人物のアユと聖に当時の自身の心境を言わせるに至っている。
連載は当初から全5話の予定で実際に5話で完結しているが、誌面の都合で6 - 7話になる可能性を示唆されていたため、お蔵入りとなった第6話・第7話のネームが存在する。
なお、本作では作品表題にもある通りライフセーバーを「ライフセイバー」と表記しているため、本項でもそれに従う。

## あらすじ
高校2年の夏、南野宗谷は高校最速のスイマーと言われるまでになった。一方、宗谷の幼馴染である瀬戸美海はカナヅチでありながらも、ライフセイバーになることを志望していた。宗谷が美海のためにもらってきたライフセービングの無料講習会のチラシの案内に従い、宗谷と美海、そして二人の友人アユと聖は、かつて美海が溺れた海にある海水浴場の海の家「人命」で講習を受けることになった。「人命」のライフセイバー、戦部大和による、宗谷たちへの講習が始まった。
オーストラリアからやってきたギルバート・ケントが受講生に加わり、海水浴場で開かれたビーチバレーやオバケ魚退治の釣り大会をやりつつ、大和・ギルバートの助力で最後の敵である海底人のロボット兵器を倒した宗谷は、大和にライフセイバーとしての適性を見いだされるのであった。

## 登場人物

### 宗谷と仲間たち
この4人は、作者の次回作である『ハヤテのごとく!』においても、西沢歩が通い、また主人公である綾崎ハヤテがかつて通っていた潮見高校の同級生として登場している。作中の時系列では『ハヤテのごとく!』が本作よりも先になる。なお、本作中では校名の具体的な描写はない。
南野 宗谷（みなみの そうや）
本作の主人公で、高校最速のスイマーと言われている2年生の男子。瀬戸家が隣の家に引っ越してきたときに初対面の美海に一目惚れしている。作中時間の10年前に美海と行った海水浴で、当時カナヅチであったことから溺れる美海を助けられなかったことをきっかけに、美海を助けられるようになるべく水泳の道を目指すようになった。美海が大和に惹かれていく様に嫉妬し、大和に勝負を仕掛けるが、全部空回りに終わり、結局大和に助けられている。最後は大和に新たなライフセイバーとして見いだされる。よくトリビア（雑学）を口にして周囲を閉口させている。
瀬戸 美海（せと みつみ）
本作のヒロインで、幼年期に南野家の隣の家に引っ越してきて以来の宗谷の幼馴染でもある。料理が得意で、また成績優秀であるが、本人はライフセイバーへの就職志望である。しかし10年前に溺れて以来カナヅチになり、作中でも度々溺れている。ライフセイバーを目指すきっかけは溺れたときに助けてくれた命の恩人である大和への憧れから。最終話でカナヅチが解消されるものの、大和や宗谷の戦いを見て自分にはまだ無理だと悟り、ライフセーバーの道を一旦諦めている。
アユ
美海の友人で、眼鏡をかけた長髪の女生徒。聖とともに「美海の保護者」としてライフセービング講習に付いてきた。宗谷に対し、殴るなど容赦のないツッコミを行っている。本名は作中では語られていない。
聖（ひじり）
美海の友人で、背の低い短髪の女生徒。アユとともに「美海の保護者」を自認している。姓は作中では語られていない。

### 海の家「人命」
戦部 大和（いくさべ やまと）
「人命」で働くライフセイバーで、宗谷の「霊長類最強のスイマー」に対して「霊長類最強のライフセイバー」を自認している。かすみ曰く「マッコウクジラに育てられた男」として世界に名が知られている。不真面目な宗谷に対しては厳しくしごいているが、かすみによれば一番ライフセイバーにしたい生徒への直接指導との見解である（ただし半分はバカにしているような節もある）。
宗谷と同様、トリビアを言って海難の元凶となる敵を戦慄させているが、宗谷の場合と違って美海には「博識」と思われている。
幼い日の美海と宗谷を救った人物で、美海のライフセイバーへの憧れ、宗谷の水泳への挑戦のきっかけとなった人物である。
額に十字の傷を持つ黒髪の青年で、 ライフセービング時以外は背中に「LIFESAVER 人命」のネームが入ったコートを羽織っている。
収録書『畑健二郎初期作品集 ハヤテのごとく!の前』では同日に発売された『ハヤテのごとく!』第25巻の広告ページにて、ハヤテの兄で同様の容貌を持つ綾崎イクサとの関連が示唆されており、同一人物である可能性が高い。なお、お蔵入りとなった第6話・第7話ではその正体が記憶喪失の男性であることが判明し、大和の弟を名乗る少年やその連れの少女との対面が描かれる予定であった。
朝凪 かすみ（あさなぎ かすみ）
「人命」で働くライフセイバーで長髪の女性。大和のアシスタント的存在で、美海たちに泳ぎ方を教えている。大和に対する理解は深いが、最終話で宗谷に大和との恋愛関係について尋ねられた際、それをきっぱりと否定している。恋人は居ない模様。
ギルバート・ケント
ライフセービングの本場とされるオーストラリアから「人命」のライフセービング講習にやってきた、金髪で天然パーマの髪型を持つ受講生。だが、本来の目的は日本最強のライフセイバーである大和を倒すために送り込まれた「刺客」である。勢いで宗谷とライフセービングの勝負をするが、結局宗谷ともども大和に助けられ、大和の特訓を受けている。「刺客」として送り込まれた理由は、片言ではあるが日本語がしゃべれることから。闘志を出すときは、背中に「コアラの神」が出現する。
『ハヤテのごとく!』にも登場しており、同作では愛沢咲夜の腹違いの兄（隠し子）として、親戚である三千院家の財産を狙う立場となっている。本作では第3話で宗谷とチームを組んでルールを知らないままビーチバレーをやっているが、時系列上では前となる『ハヤテのごとく!』でも三千院家当主・帝の遺産継承権を賭けて、ハヤテと桂ヒナギクのペアを相手にビーチバレーの勝負を行うが、敗北した。

### その他
バレーボーイズ
ビーチバレー大会に出場した、長髪の金髪と短髪の黒髪の、色黒男性2人組。ルールを知っている割に運動能力が無く、結果的に宗谷・ギルバートのペアと互角の試合を行うことになる。優勝賞品のドリキャスに対し、異様な執着を見せる。
漁師
漁船「どみにおん」に乗る、小柄で麦わら帽子を被り法被をまとった、全く同じ容姿の3人の漁師。オバケ魚による被害から、かすみに退治を依頼した。
オバケ魚（オバケざかな）
漁場を荒らしまわっていた妖怪。江戸時代の瓦版に描かれていた人魚と似た姿を持つ。
トローリング用のタックルでも釣り上げられない程の巨体を持つが、大和にバットで殴打され、空へと打ち上げられた。
海底人
「気」の力でしか倒せない巨大なザリガニ型ロボット兵器を操り、地上侵略を企む。
水中でデュアルショック形のコントローラーを使いロボットを遠隔操作していたが、宗谷に見つかってビームライフルで倒される。外見はコイ形の半魚人で、『ハヤテのごとく!』でも同様の姿をした土地神が登場している。

## サブタイトル
- 第1話 - 夏はやっぱり海ってことか（2003年7月号掲載）
海の家「人命」での講習会の始まり。
- 第2話 - オーストラリアから来た意味はあんまりない（2003年8月号掲載）
講習会2日目。ギルバート登場。
- 第3話 - 男だらけのビーチバレー大会（2003年9月号掲載）
優勝賞品がドリキャスのビーチバレー大会。
- 第4話 - 松方ビックリ釣り紀行（2003年10月号掲載）
妖怪魚退治をかすみに依頼した地元漁師の頼みもあって、妖怪魚釣り勝負を行う宗谷と大和。
- 最終話 - どうしてこんな所に来てしまったんだろう…（2003年11月号掲載）
講習会3日目。海底人のロボット兵器との対決と、宗谷に開かれた新たなる道。

## 単行本
掲載誌の読み切り専門化直前の他作の例に漏れず、本作も連載終了後の単行本化はされていなかったが、2010年8月18日に発売された『畑健二郎初期作品集 ハヤテのごとく!の前』にて作者のデビュー作である『神様にRocket Punch!!』とともに5話全てが収録されている。また、同書では作者による解説が3ページ掲載されている。
- 『畑健二郎初期作品集 ハヤテのごとく!の前』 小学館〈少年サンデーコミックススペシャル〉 2010年8月18日発売、8月23日発行 ISBN 978-4-09-122513-9